# Грінлінг Гіббонс
Грінлінг Гіббонс (нід. Greenling Gibbons, англ. Grinling Gibbons; 4 квітня 1648, Роттердам, Нідерланди — 3 серпня 1721, Лондон, Велика Британія) — англійський скульптор і різьбяр, вважається одним з найбільш видатних англійських різьбярів-декораторів.

## Біографія
Грінлінг Гіббонс народився 4 квітня 1648 року в Роттердамі, Нідерланди, і іноді думають, що його батьком міг бути англієць Семюел Гіббонс, який працював під керівництвом Ініго Джонса, але навіть двоє його найближчих знайомих, портретист Томас Мюррей і автор знаменитого щоденника Джон Евелін, не можуть прийти до єдиної думки про те, як його познайомили з королем Карлом II. Він переїхав до Дептфорда, Англія, близько 1667 року, а до 1693 року отримав замовлення від королівської сім'ї і був призначений майстром різьблення по дереву. До 1680 року він вже був відомий як «Королівський різьбяр» і виконав вишукані роботи для собору Святого Павла, Віндзорського замку і графа Ессекса будинок в Кассіобері. Його різьблення було настільки прекрасне, що казали, що горщик з різьбленими квітами над його будинком в Лондоні тремтів від руху проїжджаючих повз карет.
Щоденник Евелін вперше виявив талант Гіббонса випадково в 1671 році. Евелін, у якої Гіббонс зняв котедж поруч з будинком Евелін в Сейес-Корт, Дептфорд (сьогодні частина з південно-східного Лондона) писав наступне: «Я бачив молодого чоловіка на його різьбі при світлі свічки. Я бачив, як він був зайнятий різьбленим зображенням «Розп'яття Тінторетто», який він мав в рамці його власного виготовлення». Пізніше того ж вечора Евелін описав побачене серу Крістоферу Рену. Потім Рен і Евелін представили його королю Карлу II, який дав йому своє перше замовлення, що ще досі знаходиться в столовій залі Віндзорського замку.
Гіббонс був членом «Drapers Company» в лондонському Сіті, був прийнятий у спадок в 1672 році і покликаний в ліврею в 1685 році. Він був обраний до суду і як наглядачем, а потім балотувався на посаду магістра в 1718, 1719 і 1720 роках, кожен раз програючи олдермену.
Англійський письменник та історик мистецтва Горас Волпол пізніше писав про Гіббонса: «До Гіббонса не було випадку, щоб людина придавав б дереву вільну і повітряну легкість квітів, що з'єднує воєдино різні твори елементів з вільним безладом, властивим кожному виду».
Гіббонс похований у Сент-Паулі, Ковент-Гарден, Лондон.

## Основні роботі
- У королівських апартаментах у Віндзорському замку (1677-1682)
- В Кенсингтонському палаці
- У палаці Гемптон-корт
- Різьба по дубу в кліросі в Соборі Св. Павла (Лондон)
- Різьблена кімната в Петуорт-Хаусі (1692)
- Архітектурне оформлення в Бленгеймському палаці (1708-1716).